# Szakács Ödön
Szakács Ödön (Bacalár, 1912. szeptember 20. – Budapest, 1983. október 13.) magyar jogász, a Legfelsőbb Bíróság elnöke.

## Életpályája
Egy Hunyad megyei kis faluban született, amelyet az első világháború után Romániához csatoltak. Eredeti családneve Sziebig; nevét  1949-ben változtatta Szakácsra. 
1935-ben és 1936-ban Kolozsvárott szerezte meg előbb a jogtudományi, majd  az államtudományi doktorátust. 1936-tól ügyvédjelölt volt Borossebesen, 1940-től bírósági fogalmazó, majd táblai jegyző Nagyváradon. 1943-ban tett bírói vizsgát. Járásbírónak nevezték ki 1944-ben Érmihályfalvára.
A román hadsereg tagjaként érkezett Magyarországra. A hatalomváltás után a magyar hadseregben szolgált. Hadifogságból 1945 novemberében  tért vissza. Feleségével Magyarországra költöztek. Szakács Ödön továbbra is bíróként működött: 1945-ben Makón, 1947-ben Szegeden volt bíró, majd 1950-ben Szegeden felsőbírósági bíró. 1951-ben járásbírósági elnök Csongrádban. 1951 és 1953 között Debrecenben, 1953 és 1956 között Szegeden volt megyei bírósági elnök. 1956. január 15-től az Igazságügyminisztérium büntetőjogi osztályát vezette. 1957-ben a Fővárosi Bíróság elnöke lett.
1962-ben a Legfelsőbb Bíróság elnökhelyettesévé nevezték ki; büntetőügyekkel foglalkozott. 1965-ben az elnök általános helyettese. 1968-ban az Országgyűlés a Legfelsőbb Bíróság elnökévé választotta; e tisztségét egészen 1980-ig, nyugdíjba vonulásáig betöltötte be. Tagja volt a Polgári törvénykönyv, a Büntető törvénykönyv törvényelőkészítő bizottságnak. Éveken át a Bírósági határozatok című szaklap felelős szerkesztőjeként  is támogatta a bírói ítélkezés elvi irányítását.

## Társadalmi szerepvállalása
1973-tól a Nemzetközi Büntetőjogi Társaság (AIDP) magyar tagozatának az elnöke volt.

## Díjai, elismerései
- Munka Érdemrend (1955)
- Munka Érdemrend arany fokozata (1960, 1972)
- Szocialista Magyarországért Érdemérem (1980)